# Echipa națională de fotbal a Insulelor Marianei de Nord
Echipa națională de fotbal a Insulelor Marianei de Nord reprezintă Comunitatea Insulelor Mariane de Nord în fotbalul internațional. Nu este membră a FIFA ci doar a AFC, având posibilitatea să ia parte la competițiile organizate de aceasta. A fost acceptată în 2006 de EEAF ca membru provizoriu, iar în 2008 a fost recunoscută ca membru cu drepturi depline.

## Lot
| Nr. | Poz. | Jucător               | Data nașterii (vârsta) | Selecții | Goluri | Club         |
| --- | ---- | --------------------- | ---------------------- | -------- | ------ | ------------ |
| 1   | P    | Evan W. Hunsberger    |                        | -        | -      | Inter Saipan |
| 2   | F    | Adam Hardwicke        |                        | 1        | -      | MP United    |
| 3   | F    | Greg Elliot           |                        | 1        | -      | Wild Bill's  |
| 4   | F    | Eric Cooke            |                        | -        | 1      | Wild Bill's  |
| 5   | M    | Nicolas B. Swaim      |                        | 4        | 1      | MP United    |
| 6   | M    | Yuki Adachi           |                        | 1        | -      | MP United    |
| 7   | M    | Steven C. McKagan     |                        | 4        | 1      | Wild Bill's  |
| 8   | A    | Ross Benjamin Wood    |                        | 4        | -      | Wild Bill's  |
| 9   | A    | Joe Wang Miller       |                        | 4        | 3      | MP United    |
| 10  | M    | Gilmark Reusora       |                        | 4        | -      | Inter Saipan |
| 11  | A    | Kirk Schuler          |                        | 1        | -      | MP United    |
| 12  | M    | Peter C. Houk         |                        | 4        | -      | Inter Saipan |
| 14  | F    | Edwin Cruz            |                        | 1        | -      | Inter Saipan |
| 15  | M    | Jason F. Schroeder    |                        | 4        | -      | Wild Bill's  |
| 16  | F    | Brad E. Ruszala       |                        | 1        | -      | Wild Bill's  |
| 17  | F    | Bradley J. Brostrom   |                        | -        | -      | MP United    |
| 19  | M    | Dan Wollak            |                        | 1        | -      | Wild Bill's  |
| 20  | M    | Bo Barry              |                        | -        | -      | MP United    |
| 21  | P    | Christopher J. Nelson |                        | 4        | -      | Inter Saipan |

## Antrenori
| Nume                   | Nat                        | An   |
| ---------------------- | -------------------------- | ---- |
| Jeff "Ziggy" Korytoski | Statele Unite ale Americii | 2007 |
| Jason Higgins          | Statele Unite ale Americii | 2007 |
| Nicolas Swaim          | Statele Unite ale Americii | 2008 |
| Sugao Kambe            | Japonia                    | 2009 |
| Kiyoshi Sekiguchi      | Japonia                    | 2010 |